# Motor en línea

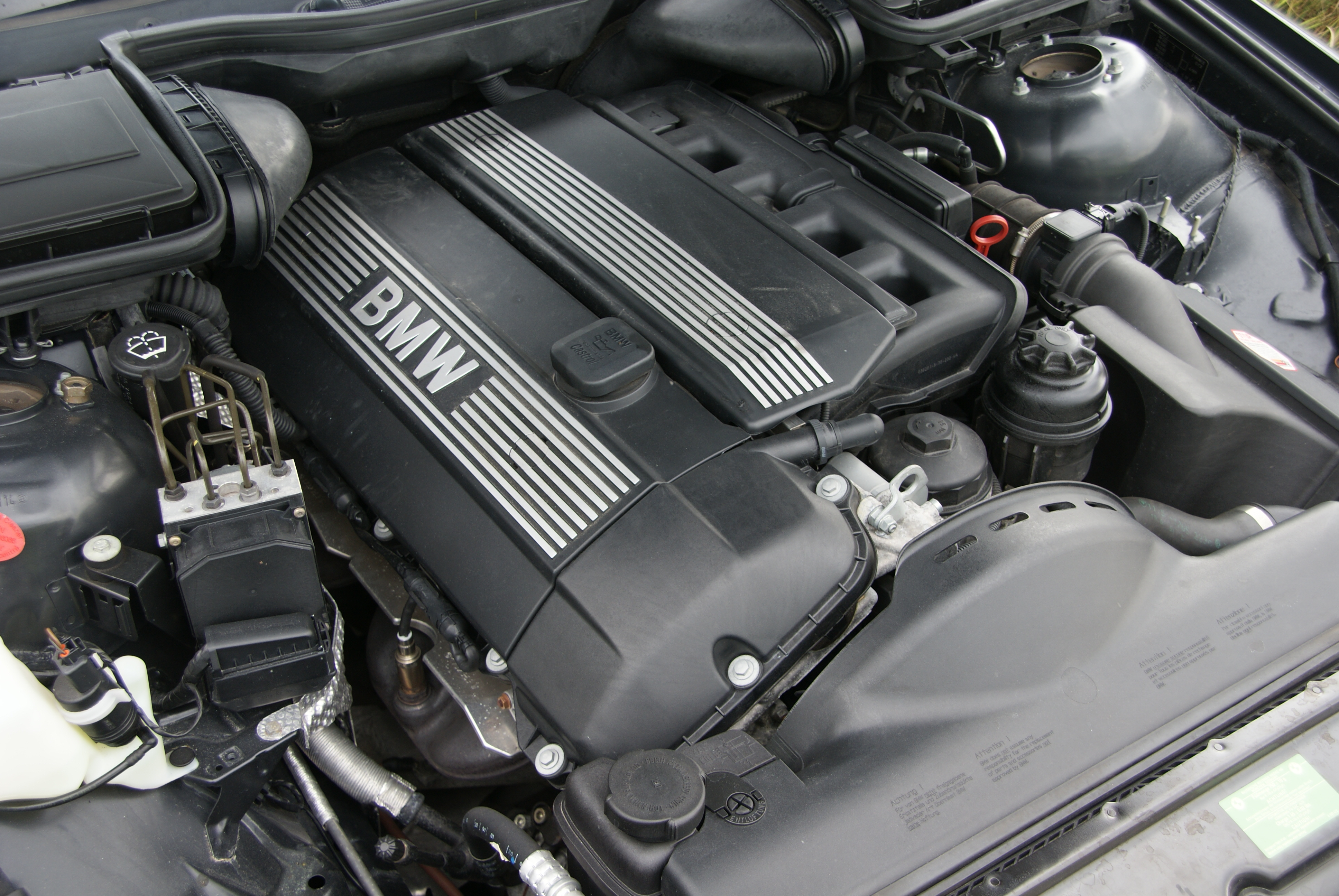
Motor de seis cilindros en línea BMW M54B25

Motor en línea es la designación de un diseño del motor de explosión cuyos cilindros se disponen consecutivamente. Los motores en línea son el tipo de motor de combustión interna más utilizado en automóviles de pasajeros, camiones y motocicletas. La forma más pequeña es el motor de dos cilindros en línea. Como motor diésel marino (por ejemplo, el Wärtsilä-Sulzer RTA96-C) existen propulsores con hasta 14 cilindros alineados.

## Variantes

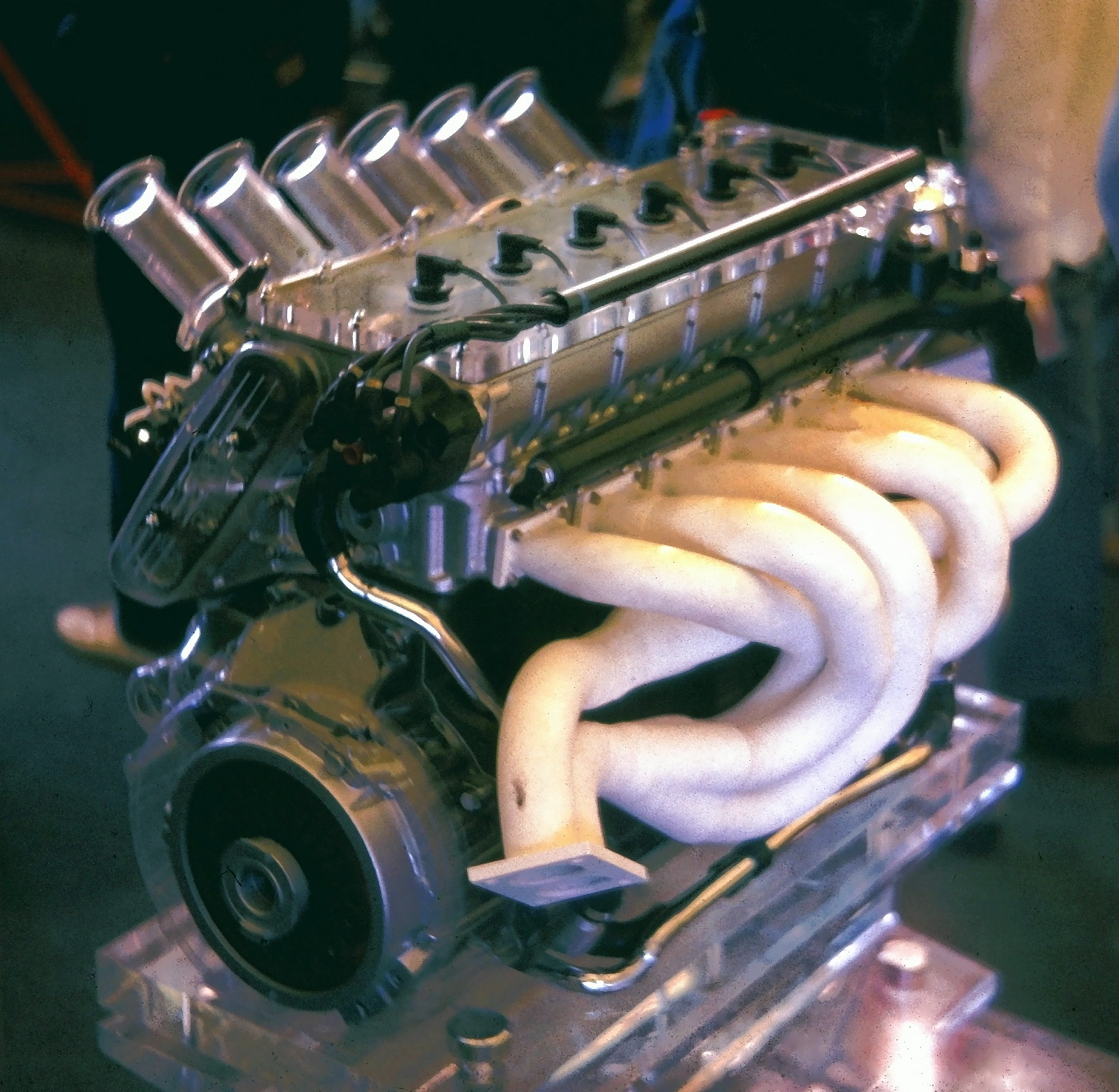
Motor BMW de seis cilindros en línea

Esquema interior de un motor en línea visto de frente y de lado.

Los motores de cuatro cilindros en línea son los más utilizados en los automóviles, mientras que los motores de dos cilindros en línea fueron bastante frecuentes en todo tipo de motocicletas, especialmente en la década de 1970. Tres y seis cilindros también son comunes, mientras que los cinco cilindros son raros. Debido a su gran longitud, los motores de ocho cilindros en línea son menos habituales. Los motores diésel marinos, que no suelen tener las mismas limitaciones de espacio que los motores de los automóviles, están disponibles como motores de serie con siete, nueve y once cilindros, e incluso con mayores números impares de cilindros. Otro campo en el que durante un tiempo fueron habituales los motores en línea con grandes números de cilindros han sido el ferrocarril y la aviación. Por ejemplo, la empresa alemana MTU fabrica motores diésel de 8, 12 y 16 cilindros en línea para su uso en locomotoras, y el motor Liberty L-12 de 12 cilindros en línea se hizo habitual en numerosos aviones y automóviles de récord de velocidad (como el White Triplex) en las décadas de 1920 y 1930.

## Colocación del motor
La posición relativa de los pistones de un motor de varios cilindros en línea con respecto al cigüeñal, en principio se puede elegir arbitrariamente. Sin embargo, los cojinetes del cigüeñal, el carburador (o inyección), y la lubricación del motor deben ajustarse en consecuencia. Tradicionalmente, el nombre de las distintas ubicaciones hace referencia a la posición de los cilindros con respecto a la culata. En los motores "verticales", el cigüeñal se sitúa en la parte baja y los cilindros apuntan hacia arriba; en la instalación "horizontal", los cilindros y el cigüeñal se encuentran a la misma altura. Si el cigüeñal está en la parte superior y la culata está en la parte inferior, se habla de un motor con cilindros "colgantes".
Este último tipo se daba casi exclusivamente en aviones históricos. Esta disposición permitía adoptar un tren de aterrizaje más bajo para un diámetro de hélice dado (al quedar el eje del motor a mayor distancia del suelo), y la vista del piloto se veía menos obstaculizada por los gases de escape. Además, el centro de masas quedaba más bajo y la accesibilidad de la culata (la distribución) y las bujías) era más fácil. Entre los motores de cuatro cilindros con cigüeñal superior estaban, por ejemplo, el Zündapp 9-092 y el Hirth HM 515.
En particular, los motores con árbol de levas en cabeza que tienen una mayor altura, es frecuente que se instalan inclinados (sobre todo cuando se trata de motores transversales) para aplanar el capó. Por otro lado, los motores horizontales a menudo se utilizan como motores situados bajo la plataforma del pasaje en camiones, autobuses y automotores de ferrocarril.

## Numeración de los cilindros
En el caso de los motores de vehículos, lo habitual es numerar los cilindros a partir del lado contrario a la salida de potencia, es decir, el primer cilindro es el más alejado con respecto al volante de inercia o al embrague. Sin embargo, hay fabricantes japoneses y franceses que comienzan a contar por el lado del embrague. Esto no se aplica a los motores náuticos y a los motores estacionarios (especialmente alemanes).

## Usos
Motocicletas

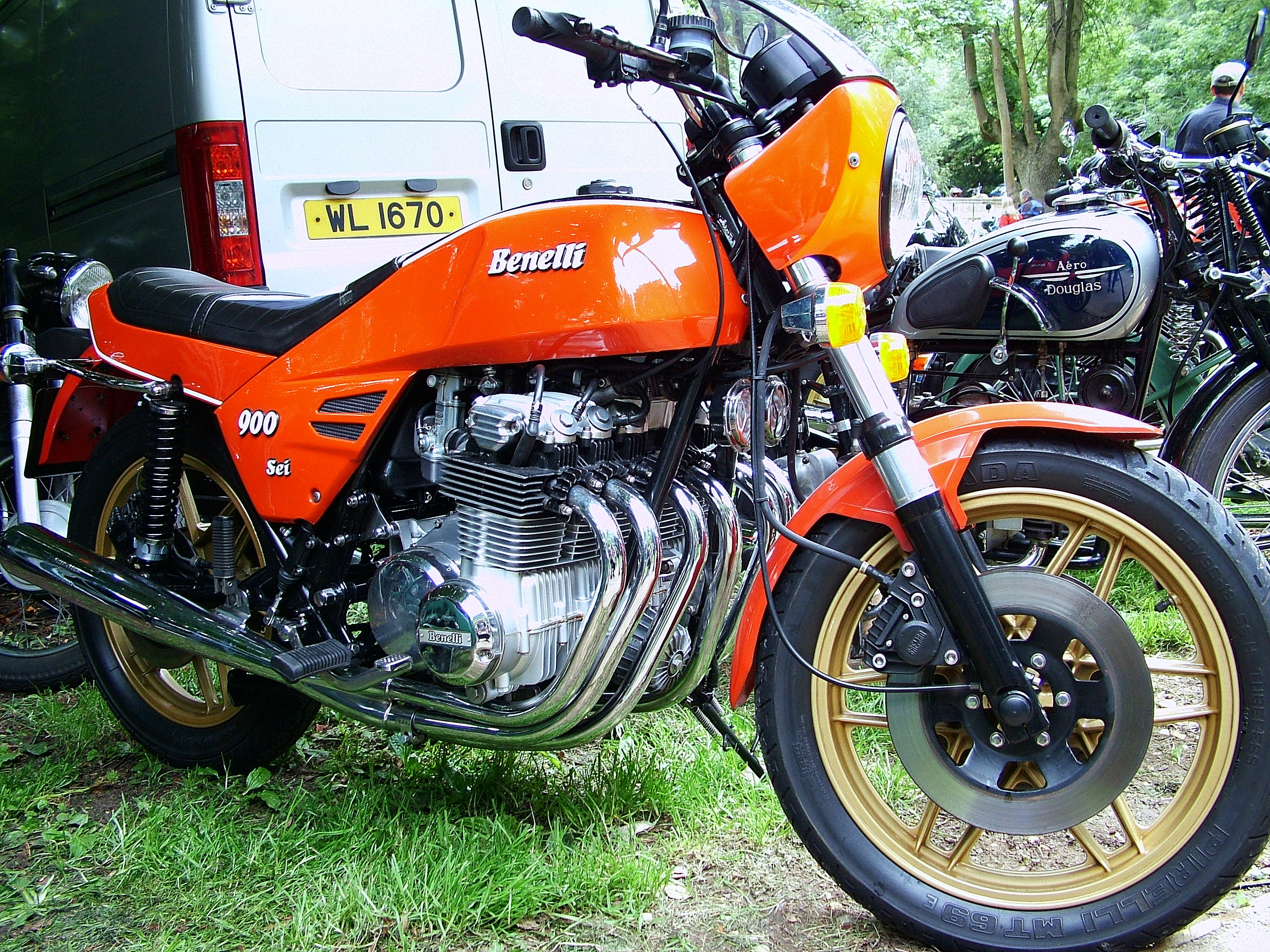
Benelli Sei de 900 cc (motor transversal de seis cilindros en línea)

Antiguamente eran frecuentes las motocicletas con motores en línea montados longitudinalmente, entre otras las Indian, las Windhoff y las Nimbus. Este diseño ha sido retomado posteriormente en las BMW K1, BMW K 1200 RS y en la Triumph Rocket III. 
El motor en línea de 4 cilindros es el más usado para las motos de tipo deportivo, de calle de alta potencia y las de competiciones de velocidad (Honda CBR1000RR, Suzuki GSX-R600, Yamaha FZ6 N,...), pero también se encuentra en configuraciones de 2 cilindros para algunos modelos de menor cilindrada y potencia (Kawasaki GPZ 500 S, Ninja 650R, BMW F800 S,...), e incluso de 3 cilindros en línea, como por ejemplo varias motocicletas de Triumph (pe. Triumph Daytona 675, Triumph Daytona 955i. Lo más usual es que el cigüeñal esté perpendicular al eje del movimiento de la motocicleta y paralelo al suelo, ya que en esa configuración la transmisión por cadena es directa (sin cambio de 90° en el eje de giro) y el eje de la reacción al par motor en la aceleración o frenado con el motor es paralelo al eje de giro de las llantas en la posición del movimiento rectilíneo.
También se han fabricado modelos de seis cilindros (con algunos ejemplos como la Benelli 750 Sei, la Honda CBX, la Kawasaki Z 1300, o la BMW K 1600 GT).
Automóviles

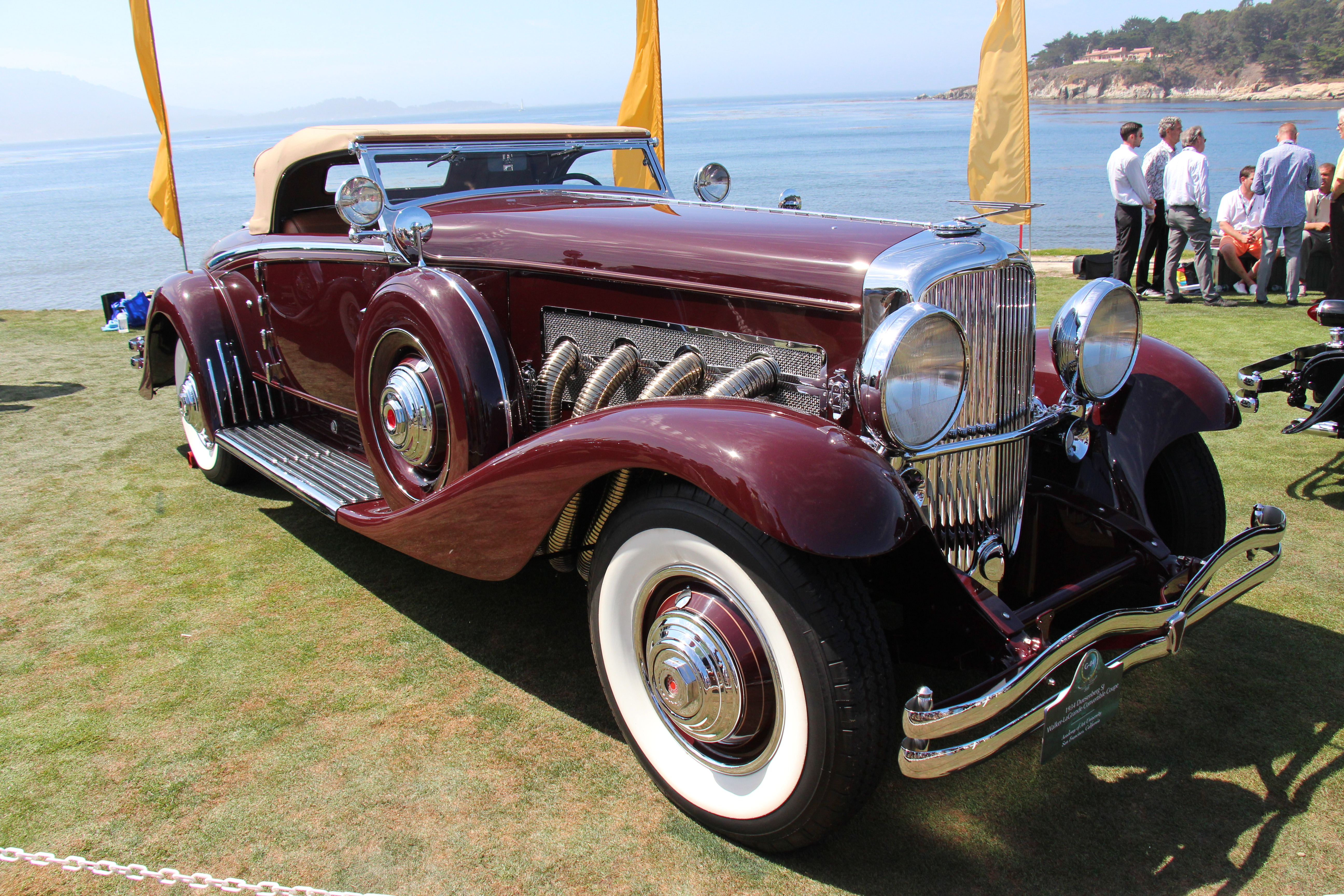
Duesenberg SJ Convertible Cupé de 1924 (motor de 8 cilindros en línea)

Los motores en línea para automóviles se pueden montar transversalmente, independientemente del tipo de tracción (delantera, trasera o a las cuatro ruedas) y de si se instala en la parte delantera, en posición central o junto al eje trasero. En vehículos de tracción delantera suelen ser transversales, aunque en ocasiones también se instalan longitudinalmente, lo que produce mayores esfuerzos sobre el mecanismo diferencial. 
El motor en línea de cuatro cilindros es con diferencia la configuración más utilizada, mientras que la de 6 cilindros ha sido reemplazada en gran parte por motores V6, que aunque inherentemente no tienen un funcionamiento tan suave, son menores tanto en altura como en longitud y más fáciles de ajustar al pequeño tamaño del hueco del motor en los automóviles modernos. Algunos fabricantes como Honda, Audi, Mercedes-Benz, Toyota, Volkswagen y Volvo han utilizado configuraciones de 5 en línea. La familia Atlas de General Motors incluye motores en línea de 4, 5 y 6 cilindros.
La configuración de 8 cilindros en línea fue las más prestigiosa en su momento; se podía fabricar con menor coste que la configuración en V por los fabricantes de lujo, los cuales se podían centrar en otras especificaciones no necesariamente geométricas del motor e incluso lograr motores más potentes que los V8. En la década de 1930 Duesenberg utilizó un bloque de motor de aleación de aluminio con cuatro válvulas por cilindro y cámaras de combustión hemisféricas para producir el motor más potente en el mercado. Esto fue un punto de partida para que Pontiac introdujera el motor en línea de 8 cilindros más barato en 1933. Sin embargo, después de la Segunda Guerra Mundial, el motor en línea de 8 cilindros fue sustituido por el más ligero y compacto V8.
Muchos fabricantes montaron motores en línea con un ángulo desde la vertical o "motores inclinados". El famoso motor inclinado de 6 cilindros de Chrysler se usó en varios modelos de las décadas de 1960 y 1970. Honda también montó motores inclinados de 5 y 6 cilindros en modelos como el Honda S2000 y el Acura Vigor. Saab utilizó por primera vez un motor en línea de cuatro cilindros inclinado a 45 grados para el Saab 99, pero posteriores versiones del motor estaban menos inclinadas.
Principalmente dos factores han llevado a desestimar la elección de motores de 6 cilindros en línea para automóviles. Primero, los volantes de inercia de la compensación Lanchester, una antigua idea retomada por Mitsubishi en la década de 1980 para solucionar la rudeza natural de los motores de cuatro cilindros en línea que fue adoptada rápidamente por otros fabricantes, ha hecho de los motores de cuatro cilindros en línea y V6 puedan tener un funcionamiento mucho más refinado del que tienen naturalmente. La suavidad propia del motor de seis cilindros en línea ya no era por tanto la gran ventaja que suponía. Por último, en aquella época el consumo de combustible se convirtió en un factor mucho más importante. Los coches cada vez eran más pequeños y buscaban aprovechar el espacio. El compartimiento del motor en un coche moderno mediano o pequeño, que está usualmente diseñado para motores de cuatro cilindros en línea, habitualmente no tiene espacio para un seis cilindros en línea, pero puede albergar con pequeñas modificaciones un V6.
Algunos fabricantes (inicialmente Lancia y más recientemente Volkswagen con el motor VR6) han intentado combinar las ventajas de la configuración en línea y en V, diseñando una V de ángulo estrecho. El resultado es un motor más compacto que con las dos anteriores configuraciones, pero menos suave (sin equilibrar) que ambas.
Los motores en línea de 6 cilindros se usan en algunos modelos de los fabricantes BMW, Ford Australia, Chevrolet, GMC, Toyota, Suzuki y Volvo.
Camiones
En los camiones, los motores en línea son casi siempre instalados longitudinalmente. Suelen tener motores de seis cilindros en línea, mientras que los camiones más pequeños a veces solo tienen cuatro cilindros.

## Ventajas
- Construcción simple
- Ancho reducido
- Para motores de cuatro tiempos de seis cilindros (seis cilindros en línea, R6) o más (número par de cilindros) y un cigüeñal simétrico longitudinalmente, todos los momentos y las fuerzas de inercia de primer y segundo orden están equilibrados
- Relativamente barato de producir
- También es fácil diseñarlo con refrigeración por aire
- Las variantes con diferentes números de cilindros son posibles a partir de un diseño básico modular de los cilindros y de la culata (diseño típico de Deutz)

Con 6 cilindros estos motores están inherentemente equilibrados, mientras que con 4 no lo están, al contrario de lo que ocurre para las configuraciones en V y bóxer para 4 cilindros.

## Desventajas
- Alto requerimiento de espacio longitudinalmente para más de cuatro cilindros.
- Con seis o más cilindros, las vibraciones torsionales del cigüeñal son más difíciles de controlar.
- Los motores enfriados por aire montados longitudinalmente pueden experimentar problemas de enfriamiento con respecto a los cilindros traseros.
- En los populares motores de cuatro tiempos en línea de cuatro cilindros, las fuerzas de inercia libres de segundo orden no están equilibradas, aunque es posible utilizar una compensación Lanchester para evitarlo.

Una desventaja de un motor transversal es el hecho de que el momento de inercia del cigüeñal y del volante de inercia producen en el vehículo un efecto de balanceo durante los cambios de régimen del motor. Esto empeora considerablemente el confort de marcha y es más perturbador que el momento de cabeceo alrededor del eje transversal cuando se incrementa o reduce el régimen del motor.

## Enlaces web
- Wikimedia Commons alberga una categoría multimedia sobre el motor en línea.
- Motor de la serie interactiva (en alemán)
- Acerca de la suavidad de varios conceptos de motores (en alemán)
- Equilibrio de masas y suavidad de los motores alternativos (animación) Archivado el 28 de mayo de 2010 en Wayback Machine.

- Datos: Q946676
- Multimedia: Straight engines / Q946676